# 보잉 767

보잉 737은 보잉의 여객기 기종 중에서 가장 작은 체급이다. 보잉 787-8 (검정), 보잉 777-300 (핑크), 767-300 (하늘색), 737-800 (녹색)

보잉 767(Boeing 767)은 보잉이 개발한 중형 광동체 쌍발 제트 여객기다. 보잉 최초의 국제적 개발 프로젝트로서, 개발 과정에는 미쓰비시 중공업 등 일본의 기업들이 대거 참여하였다.

## 개요
보잉이 에어버스사의 광동체 쌍발 항공기인 A300의 성공에 자극받아 이와 경쟁하기 위하여 개발한 기종으로, 세계에서 가장 폭이 좁은 광동체형 제트 여객기이다. A330이 직접적 경쟁자다.
보잉 747과 동일한 모델의 터보팬 엔진인 프랫 & 휘트니의 JT9D, PW4000(92인치), 롤스로이스의 RB211, GE의 CF6-80을 2개 장착하도록 설계되어, 정비에 있어서의 편리성과 보잉 747 엔진과의 호환성을 갖춤으로써 유지비도 대폭 절감하였다.
2001년 9월 11일에 일어난 미국 뉴욕 세계 무역 센터 테러 사건에서, 납치범들에게 납치되어 세계무역센터 건물에 충돌한 아메리칸 항공과 유나이티드 항공 소속의 여객기들이 200형이었다.
보잉 767은 최대이륙중량 200톤의 비행기로서, 미국의 전략폭격기인 B-52(220톤, 1952년)과 비슷한 크기이다. A300(170톤, 1972년)의 성공은 보잉으로 하여금 보잉 767(200톤, 1981년)의 개발을 착수하게 하는 결과를 낳았고, 이는 또 다시 에어버스가 A330(230톤, 1992년)을 제작하게 하였으며, 보잉은 다시 767보다 연료소모율을 20% 줄인 B787(254톤, 2009년)을 개발하는 등 보잉-에어버스의 양자대결 구도를 낳게 되었다.
여객형은 사실상의 후속인 B787로 대체되어 단종됐다. 여객형의 단종 후에는 화물기 및 군용기만 생산 중이지만, 환경 규제 강화로 2027년에 화물기도 단종될 예정이다.

## 파생형

### 보잉 767-200
1978년에 출시되어 1981년부터 1994년까지 생산된 보잉 767 항공기의 최초 모델로, 1982년에 유나이티드 항공이 운항을 시작했다.
당초 안전상의 이유로 시험 비행용 1~4호기의 조종석 탑승 인원을 3인만으로 한정했다. 1981년 9월에 미국 정부의 위원회가 신형기에 대해서는 2명 탑승에서도 안전 운항이 가능하다는 결론을 발표하면서 또 그것과 동시에 라이벌 단거리 여객기도 동클래스의 신형기 에어버스 A310으로 운항을 본격화했기 때문에 보잉은 급히 767을 2명 조종에 맞게 설계 변경했다. 6호기에서 2명 운항이 가능한 조종석으로 제조해 1982년 5월 27일에 첫 비행을 시작했다. 이후 현재는 모두 퇴역 되면서 박물관에 보존되기도 한다. 이 기종은 9.11 테러에 쓰이기도 했는데 당시 테러에 쓰인 유나이티드 항공 175편, 아메리칸 항공 11편이 이 기종이었다.

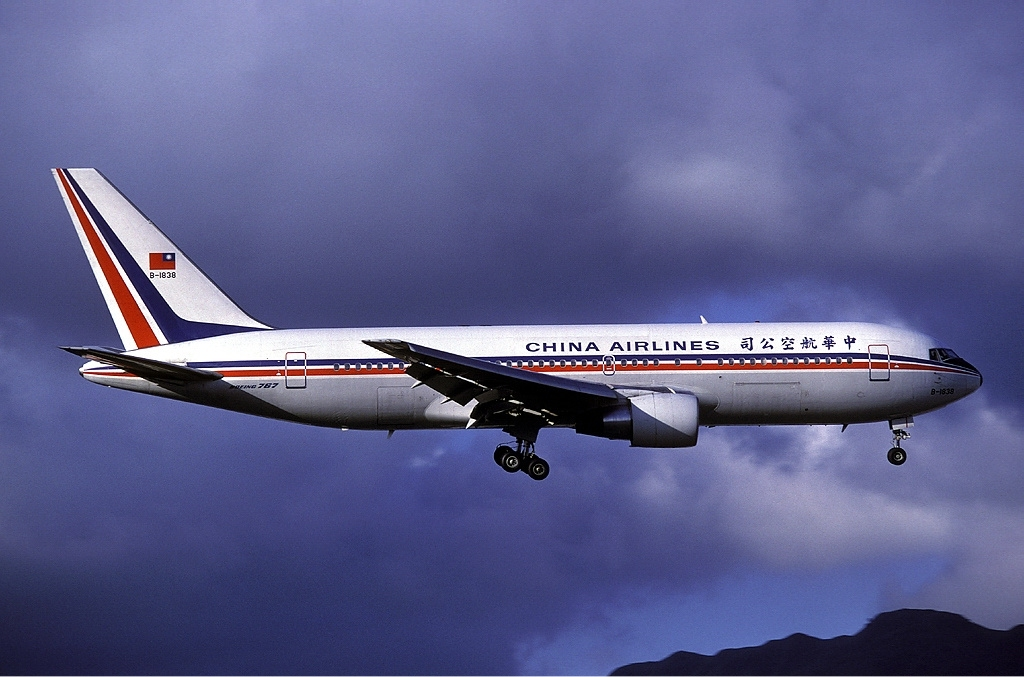
중화항공의 보잉 767-200 (퇴역)
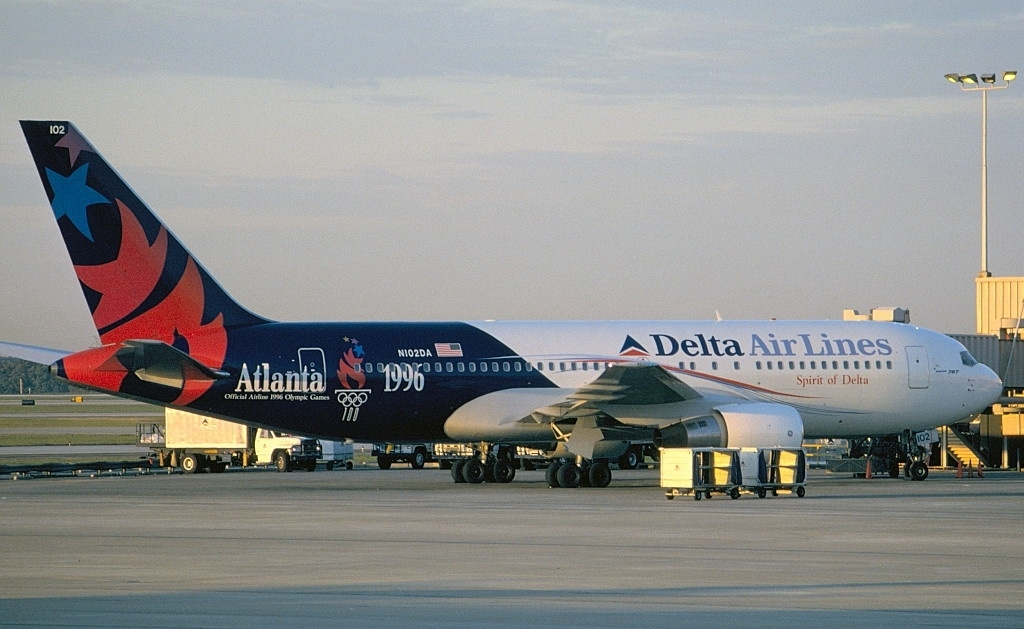
델타 항공의 보잉 767-200 (퇴역)
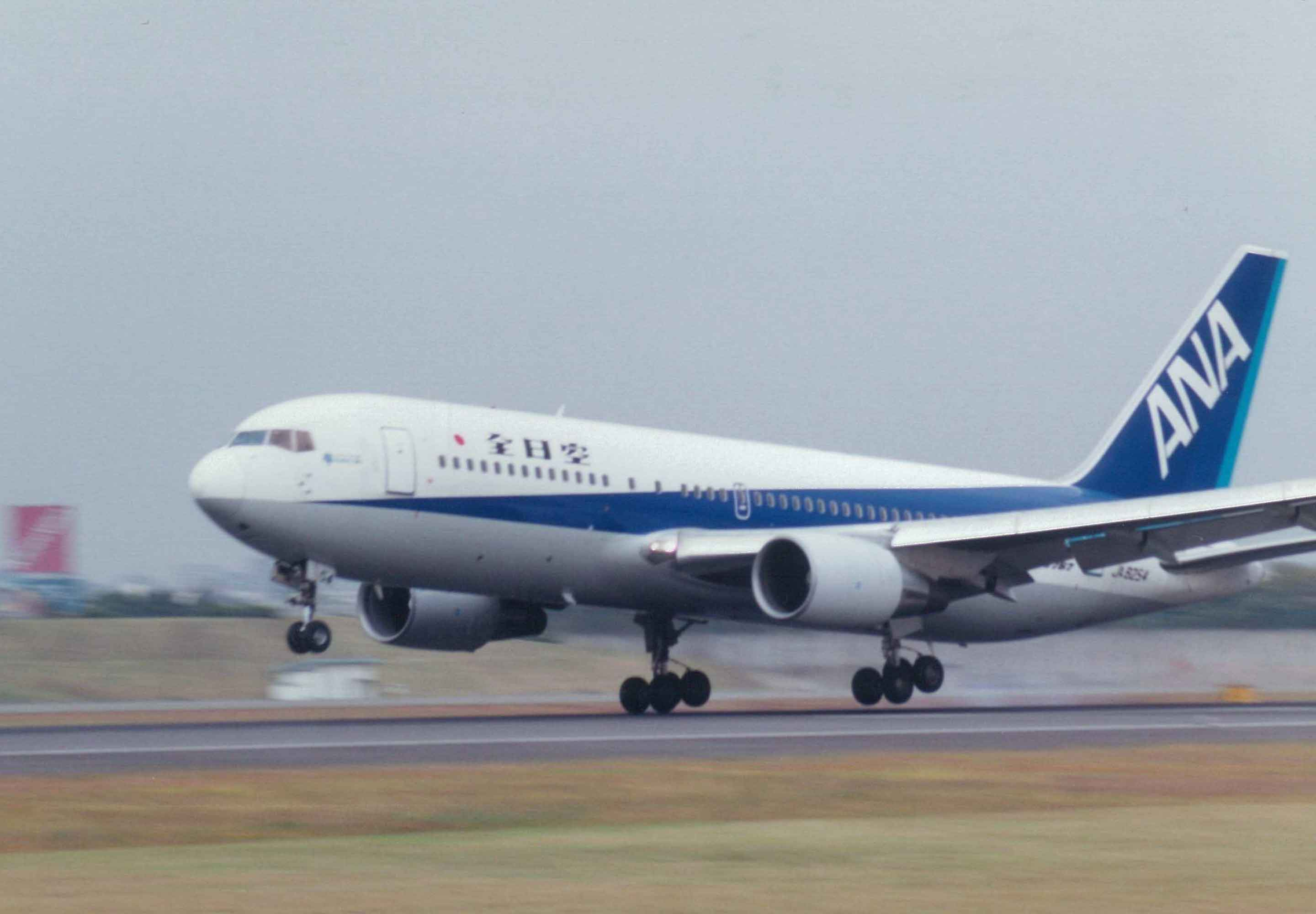
전일본공수의 보잉 767-200 (퇴역)
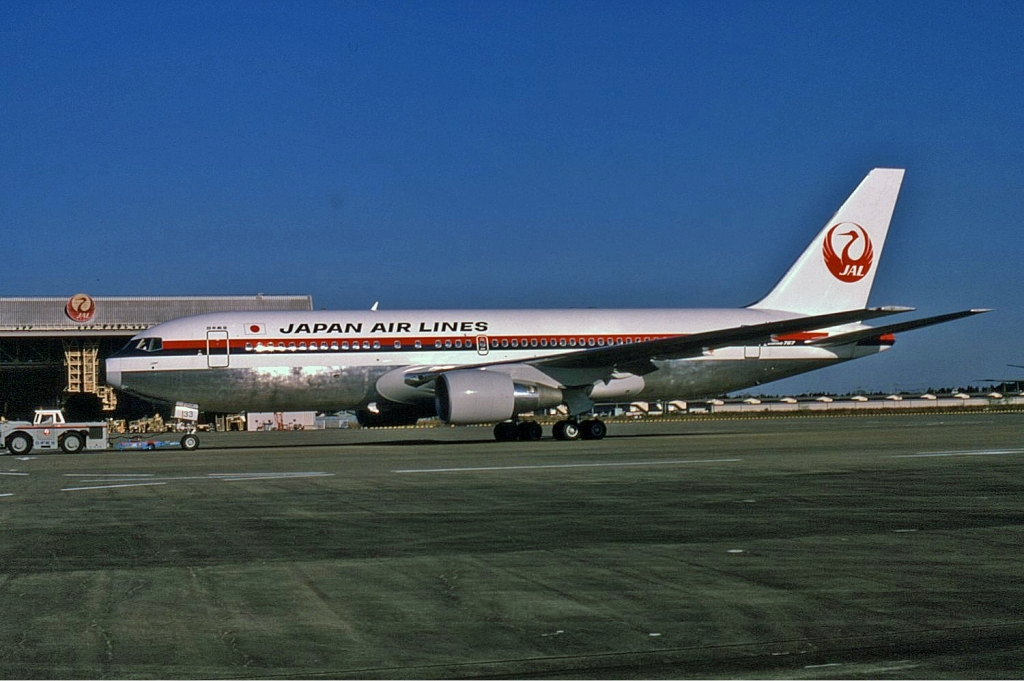
일본항공의 보잉 767-200 (퇴역)
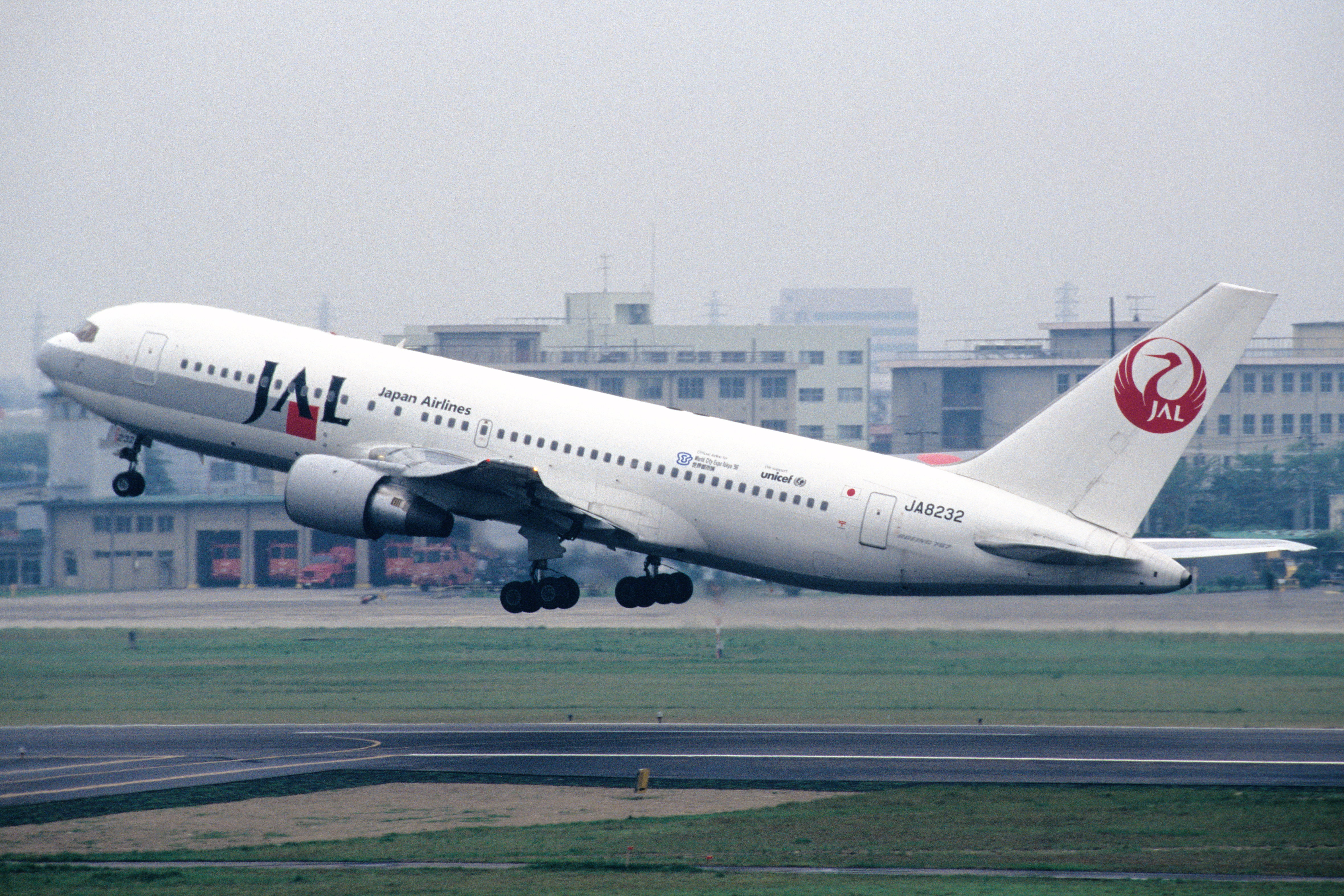
일본항공의 보잉 767-200 (퇴역)
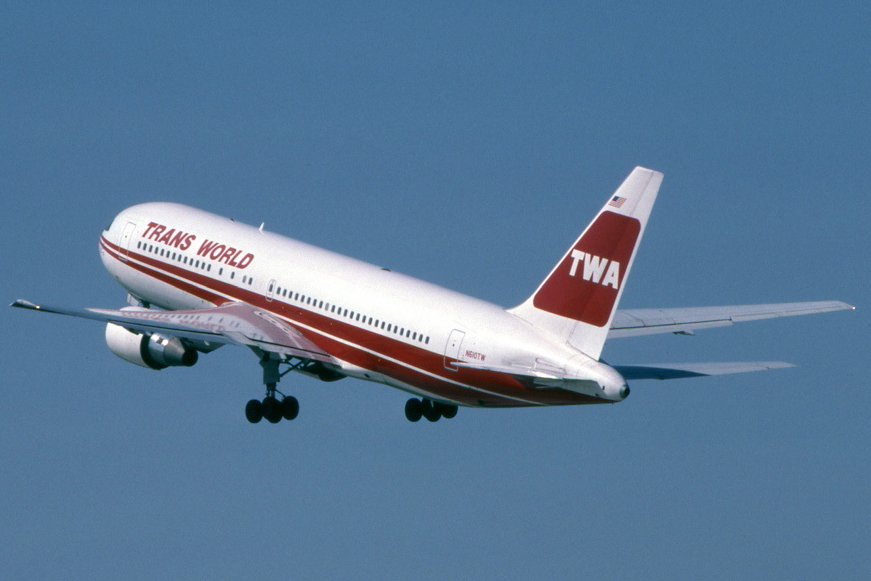
트랜스월드 항공의 보잉 767-200 (퇴역)

### 보잉 767-200ER
767-200에 연료 용량 증가 등의 개량을 더해 항속 거리를 늘린 타입으로 1984년에 엘알 이스라엘 항공이 첫 비행을 실시했다. 첫 수주는 1982년 12월 16일의 에티오피아 항공이 최초로 출고 했으며 항속거리는 767-200보다 2배 길다. 군용의 파생형도 777-200ER를 베이스로 만들어지고 있다.
9.11 테러에 사용된 아메리칸 항공 11편이 이 기종의 일부였다.(B767-223ER) 중국국제항공 129편 추락사고의 사고 기체 역시 767-200ER이다.

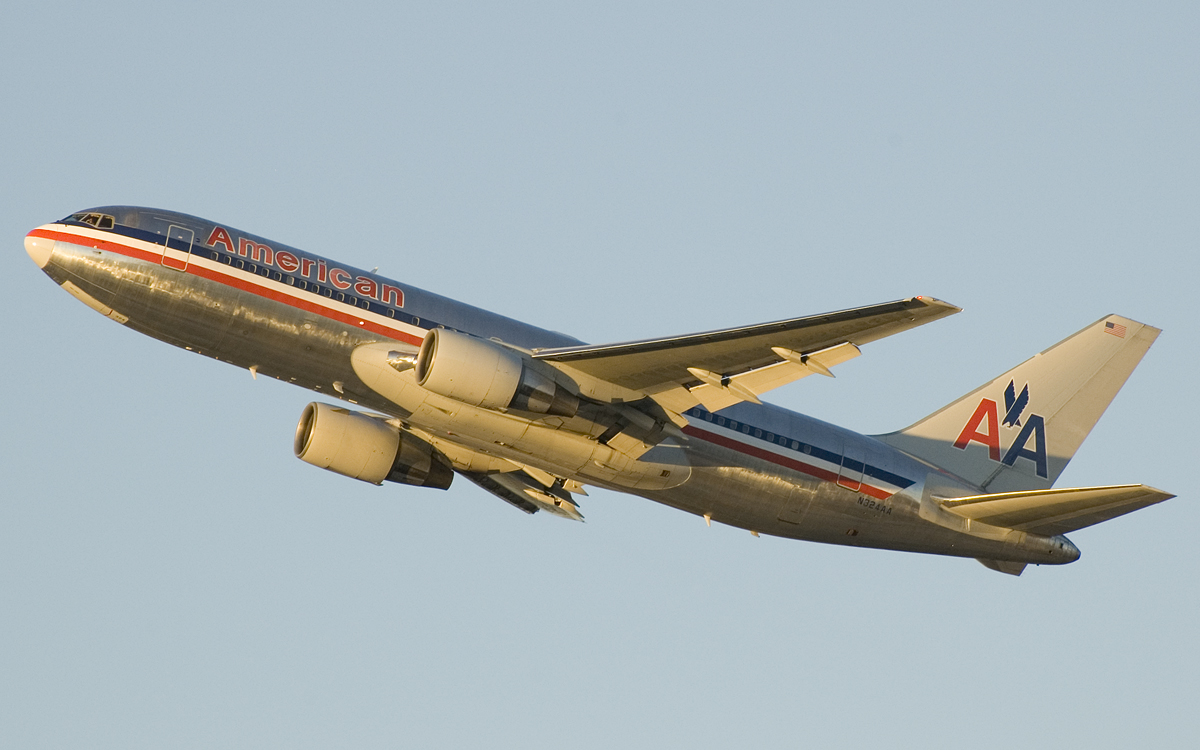
아메리칸 항공의 보잉 767-200ER (퇴역)
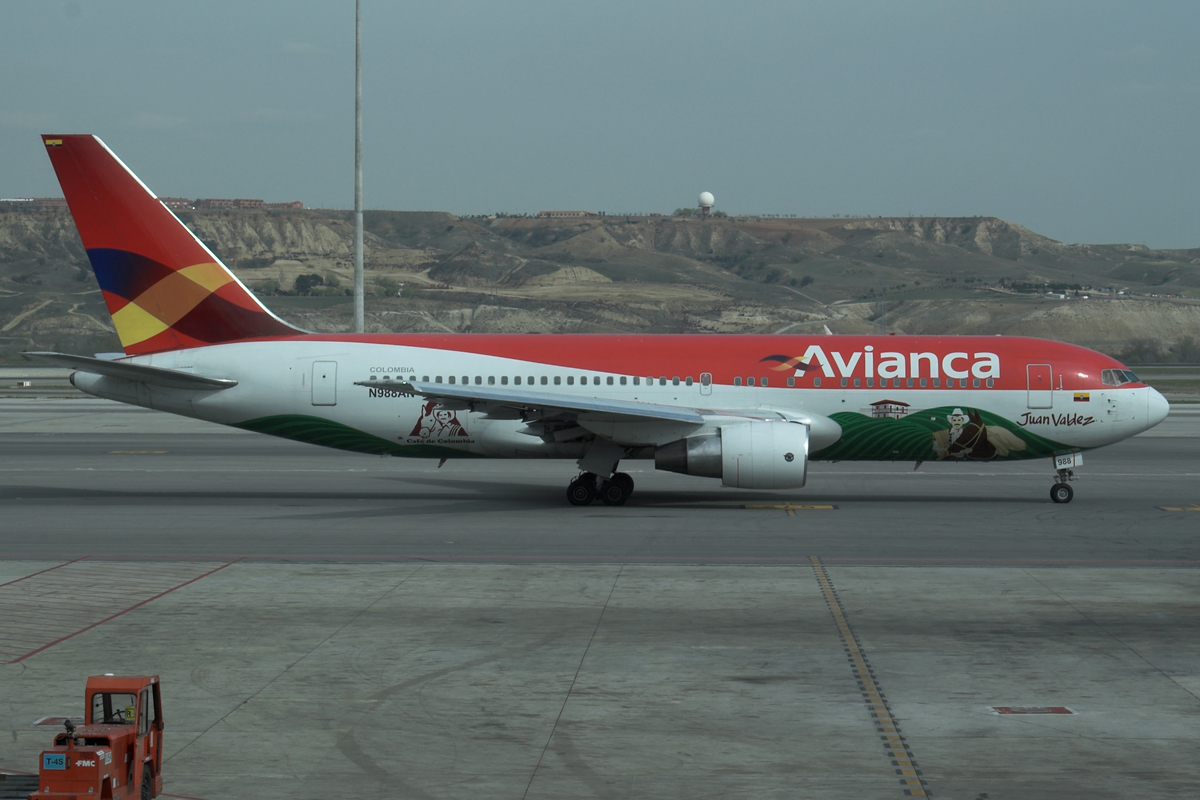
아비앙카 항공의 보잉 767-200ER (퇴역)
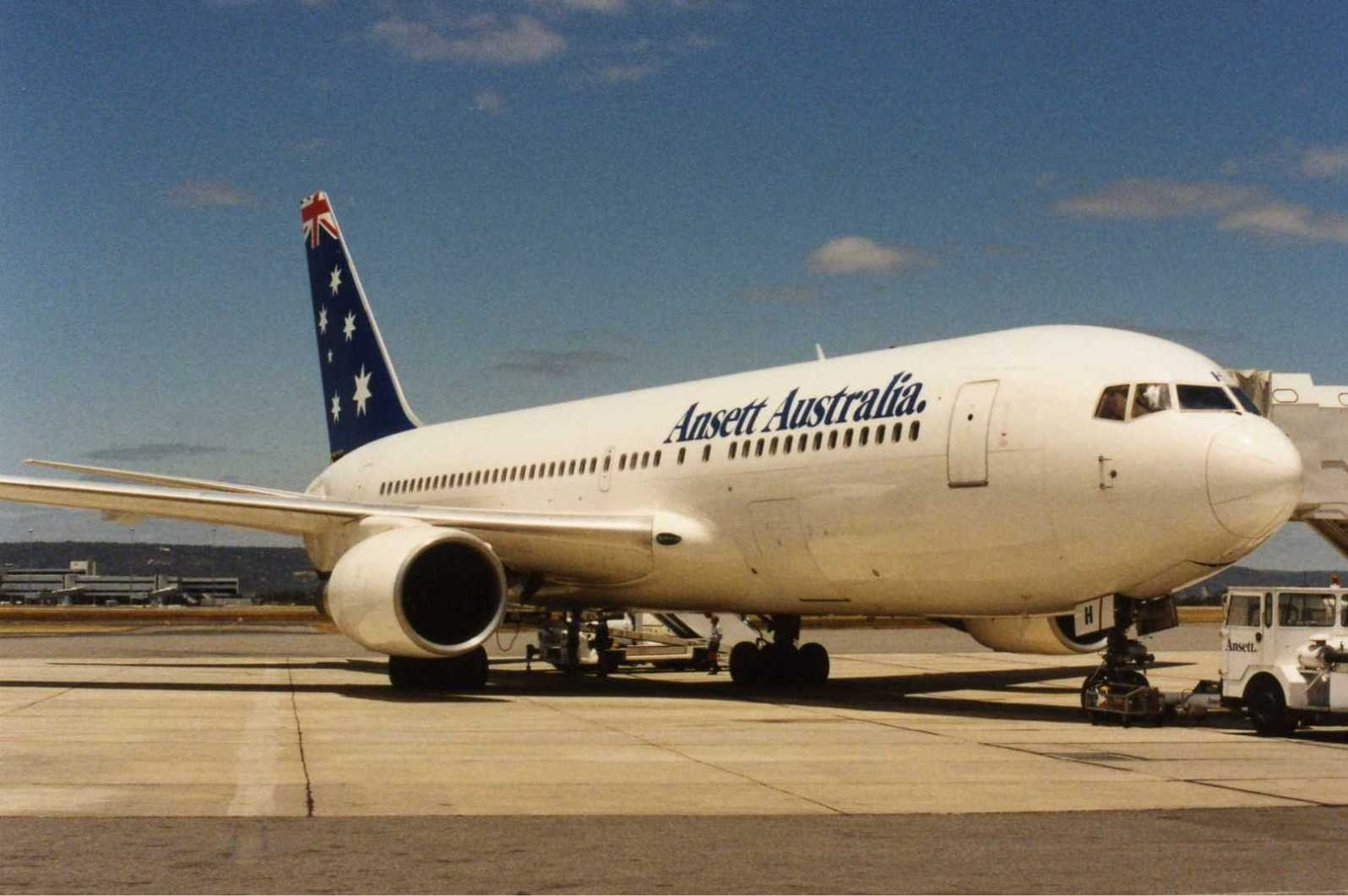
안셋 오스트레일리아의 보잉 767-200ER (퇴역)
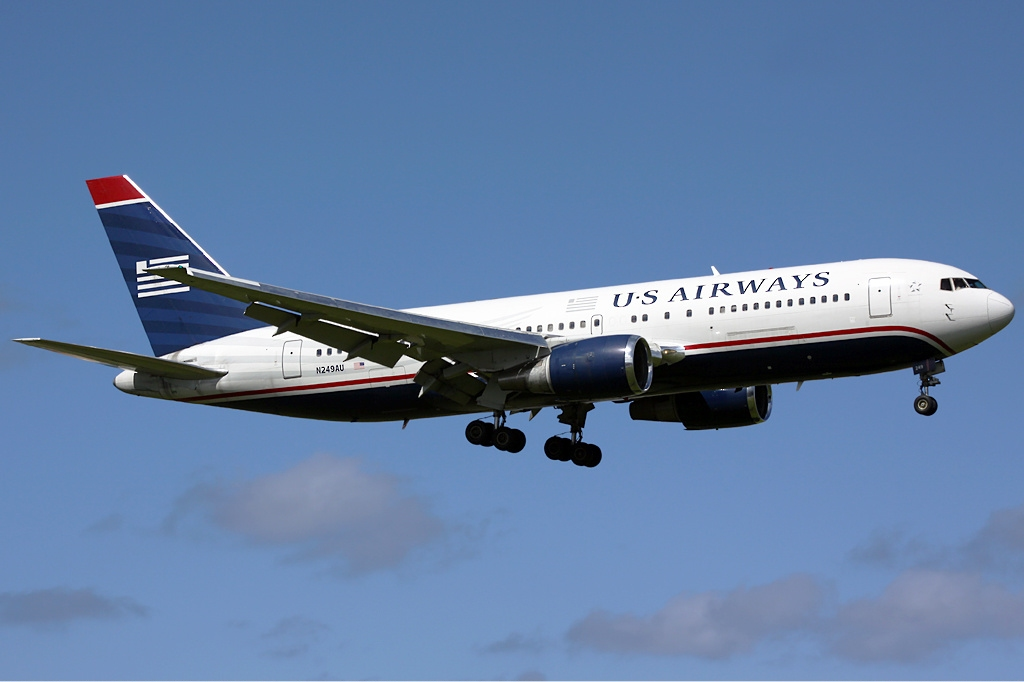
US 에어웨이즈의 보잉 767-200ER (퇴역)
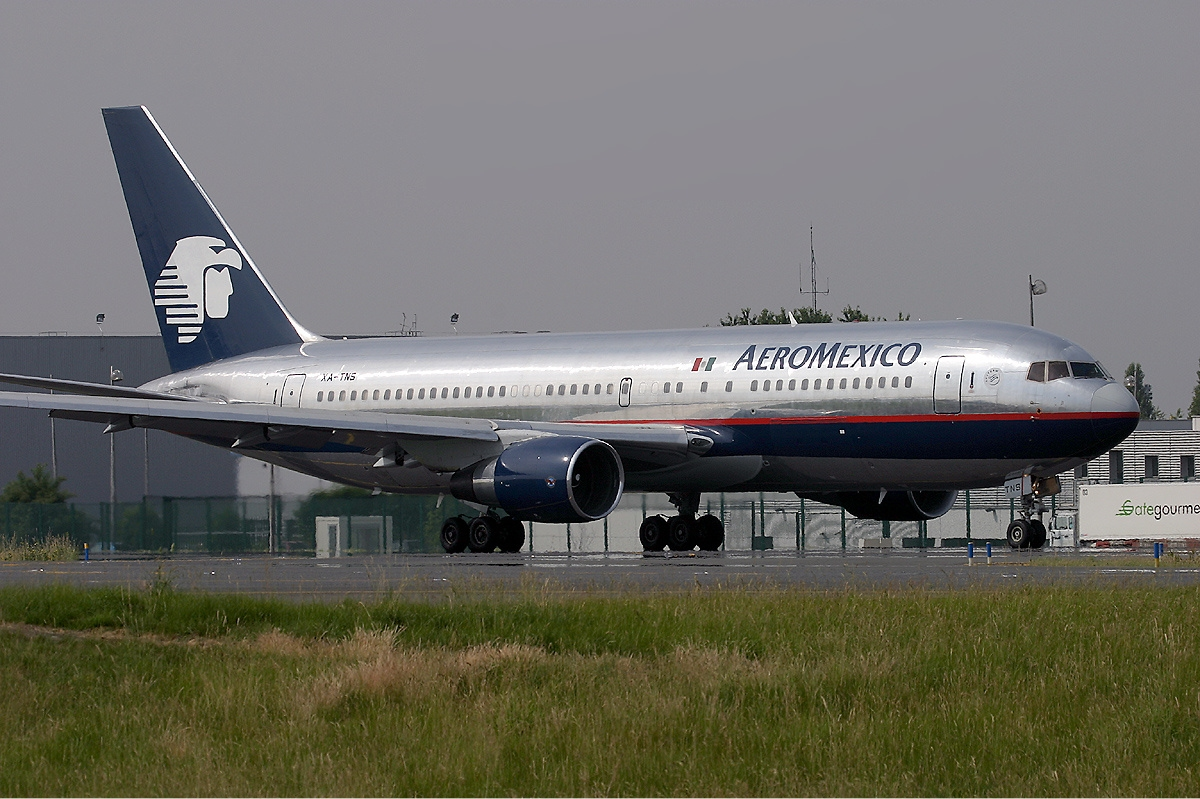
아에로멕시코의 보잉 767-200ER (퇴역)
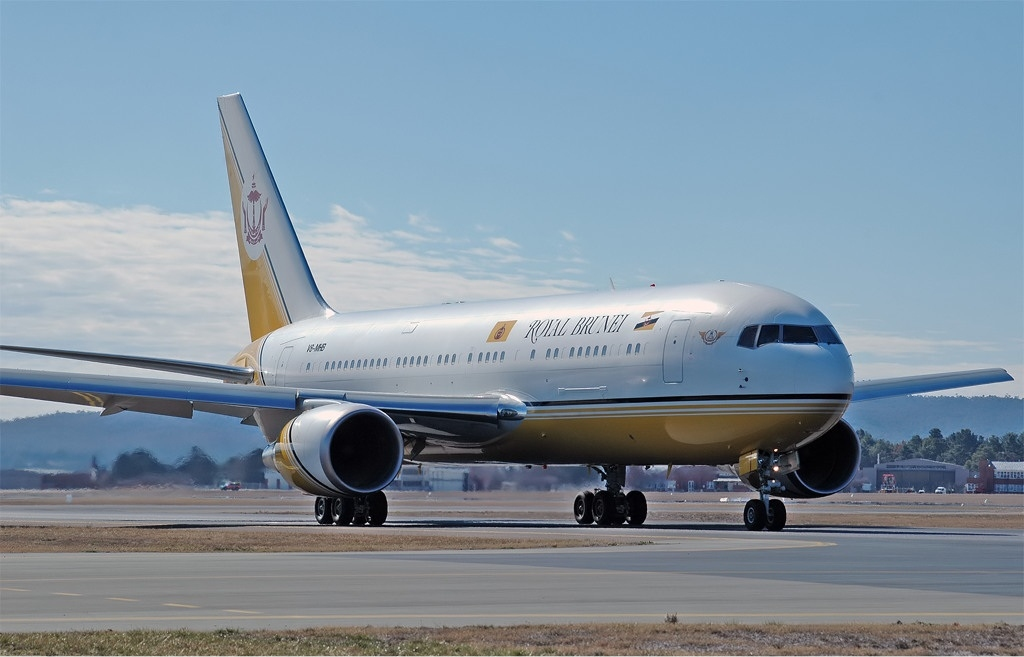
로얄 브루나이 항공의 보잉 767-200ER (퇴역)

### 보잉 767-300
767-200의 동체를 연장해 좌석수와 화물 적재량의 증가를 실시한 기체였다. 일본항공을 시작으로 초기 도입으로부터 20년을 경과하고 있는 기체에 속하기 때문에, 2009년부터 퇴역하기 시작해 2025년 5월 아시아나항공이 최후의 767-300 항공기를 퇴역시키면서 767-300은 역사 속으로 사라졌다. 한때 일부 항공사에서 후계가 되는 보잉 787 드림라이너의 제조가 지연되며 퇴역이 늦어진 적이 있었다. 

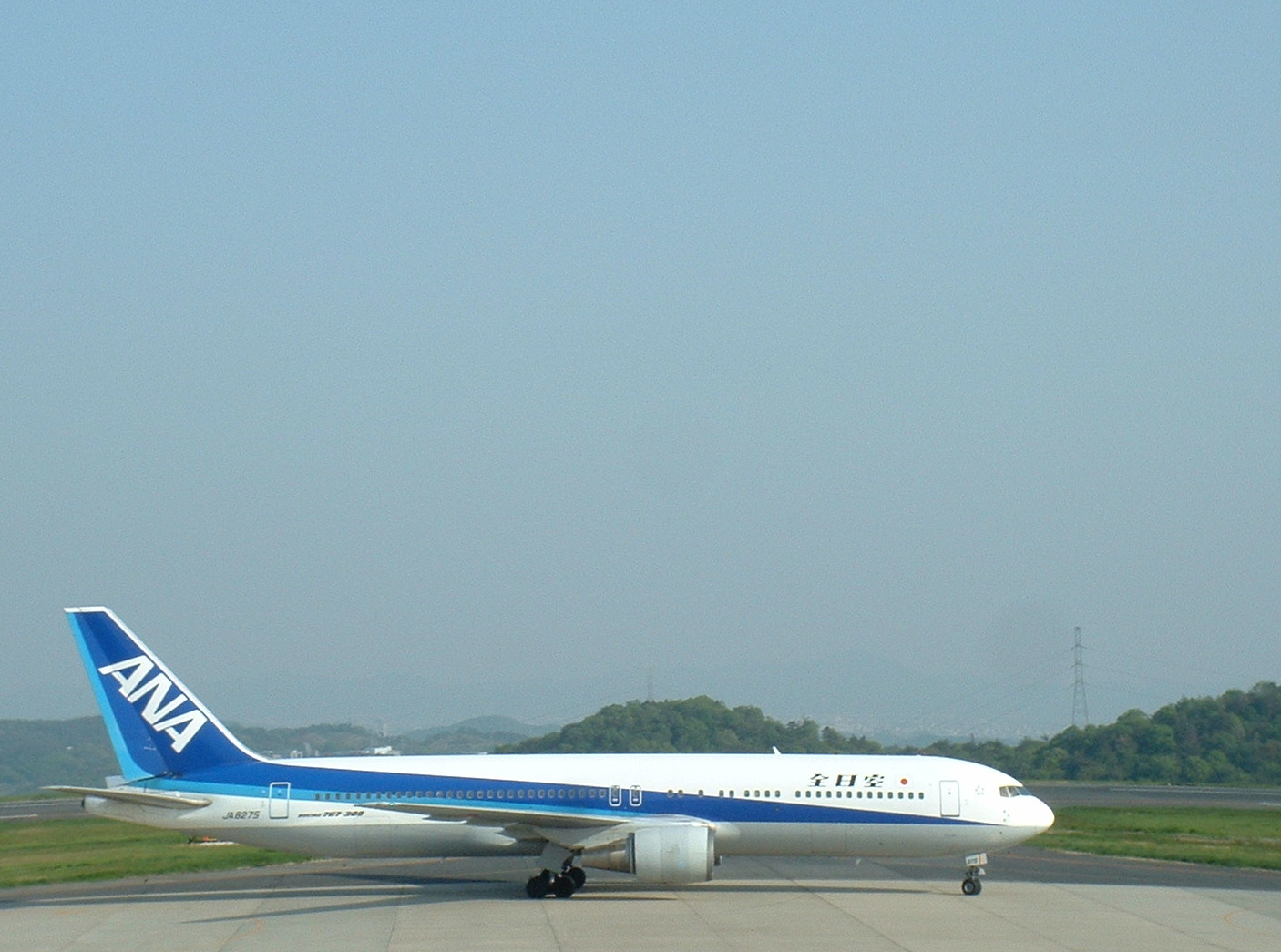
전일본공수의 보잉 767-300 (퇴역)
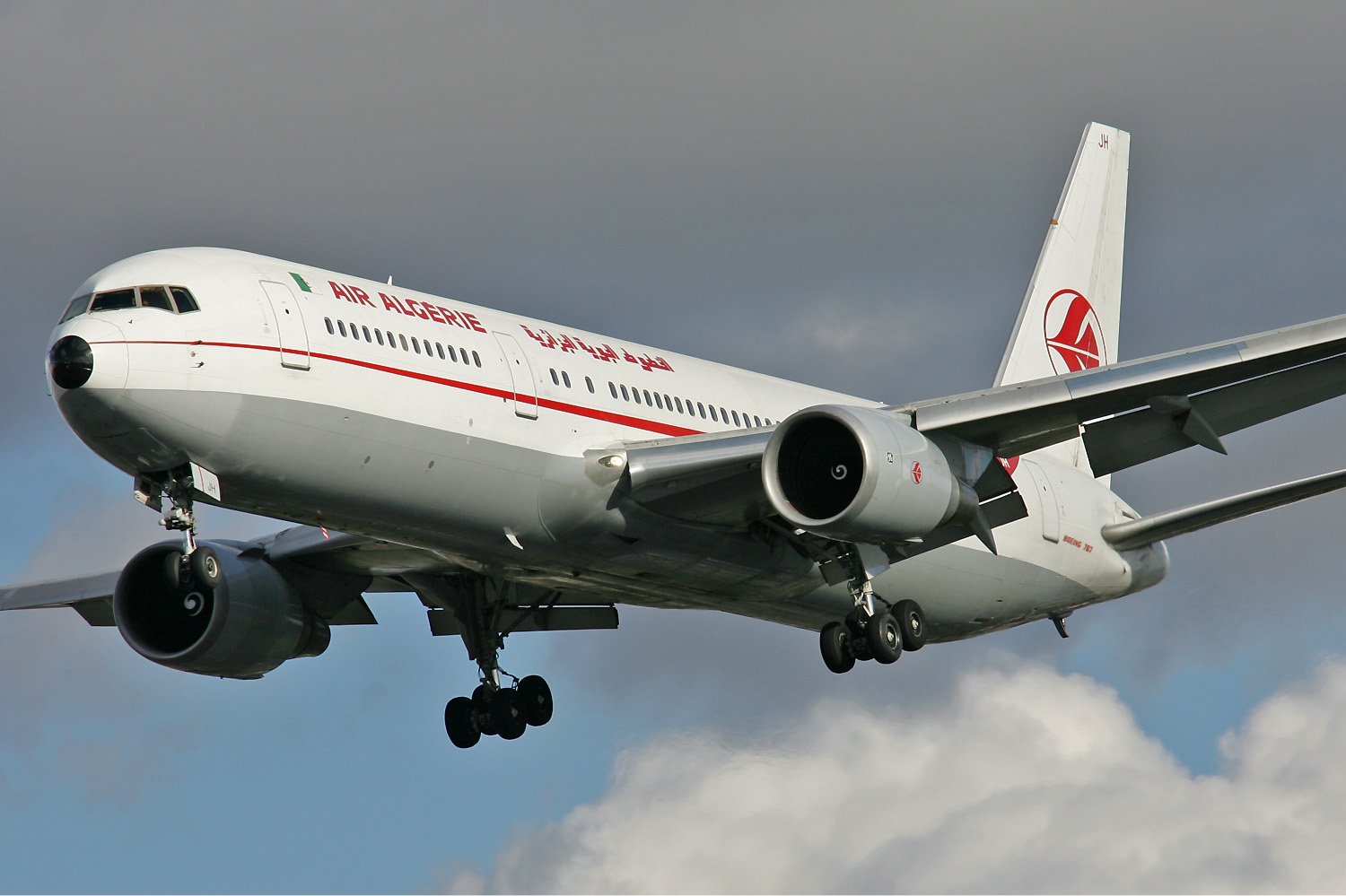
알제리 항공의 보잉 767-300 (퇴역)
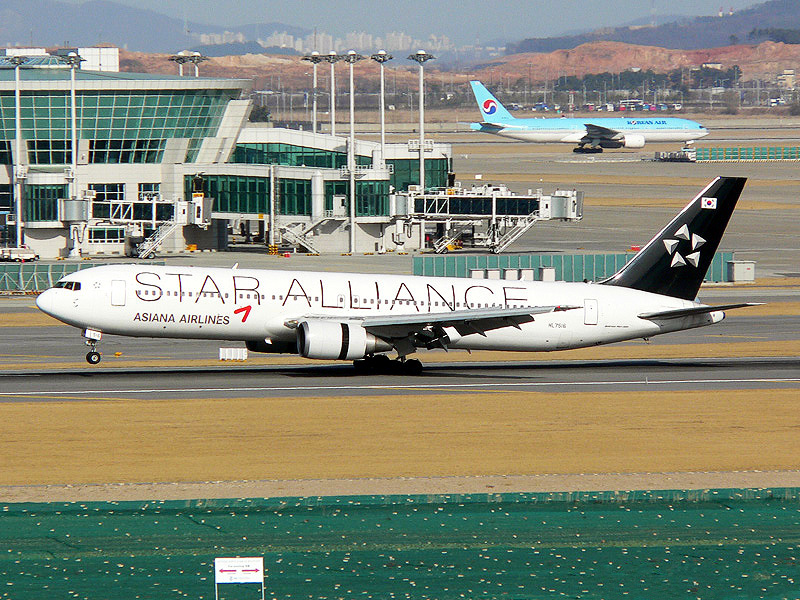
아시아나항공의 보잉 767-300(스타얼라이언스 도장) (퇴역)

### 보잉 767-300ER
767-300에 신형 엔진을 탑재해, 연료 용량을 증가, 항속 거리를 늘린 것으로 767-300의 항속 거리는 9,667 km이지만 767-300ER에서 11,482km로 나왔다. 기체의 설계 변경은 767-200부터 767-200ER로 변경되었지만 중량 증가의 대책으로 일부 객실의 소재를 강화하고 있다. 767의 모델 중 가장 많이 도입된 기종이다. 후에 연비 저감을 목적으로 하고 보잉 737 NG 시리즈로 채용하고 있는 윙렛의 장착도 가능하다. 덧붙여 767의 표준 사양에서 최대 객석수는 290석에 제한되어 있지만 -300ER에서 옵션 취급으로 비상구 배치를 변경하는 것을 가능하게 하면서 최대 객석수를 350석까지 증가했다.
아시아나항공이 NonER형과 더불어 이 기종을 운용하였으나, 2000년대 들어 A330-300으로 모두 교체했다.

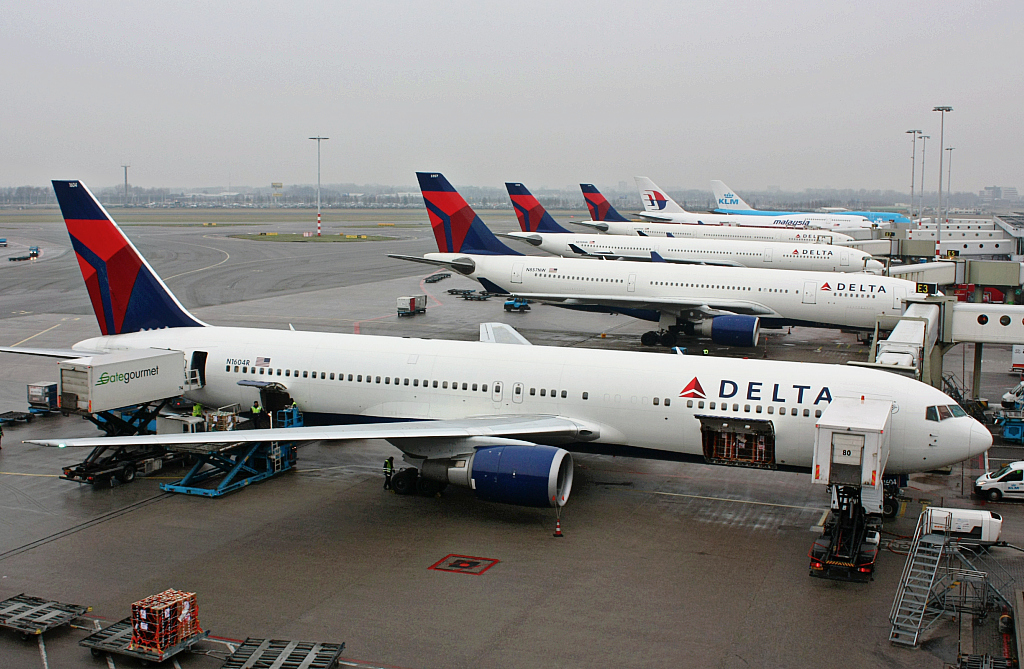
델타 항공의 보잉 767-300ER
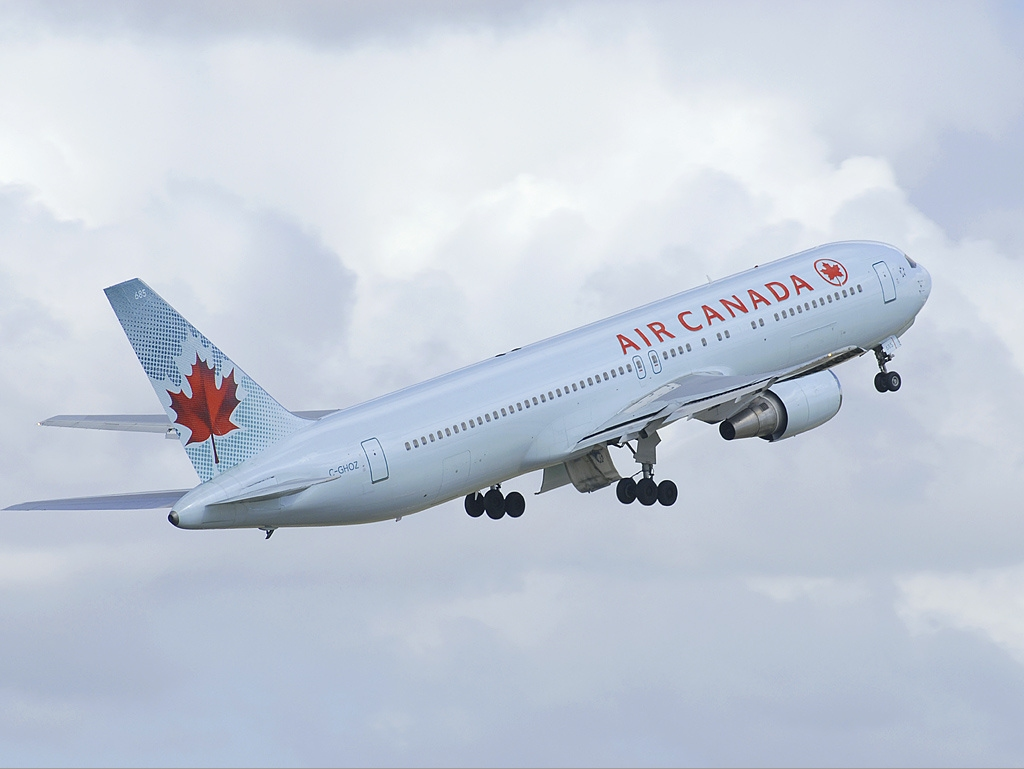
에어 캐나다의 보잉 767-300ER (퇴역)
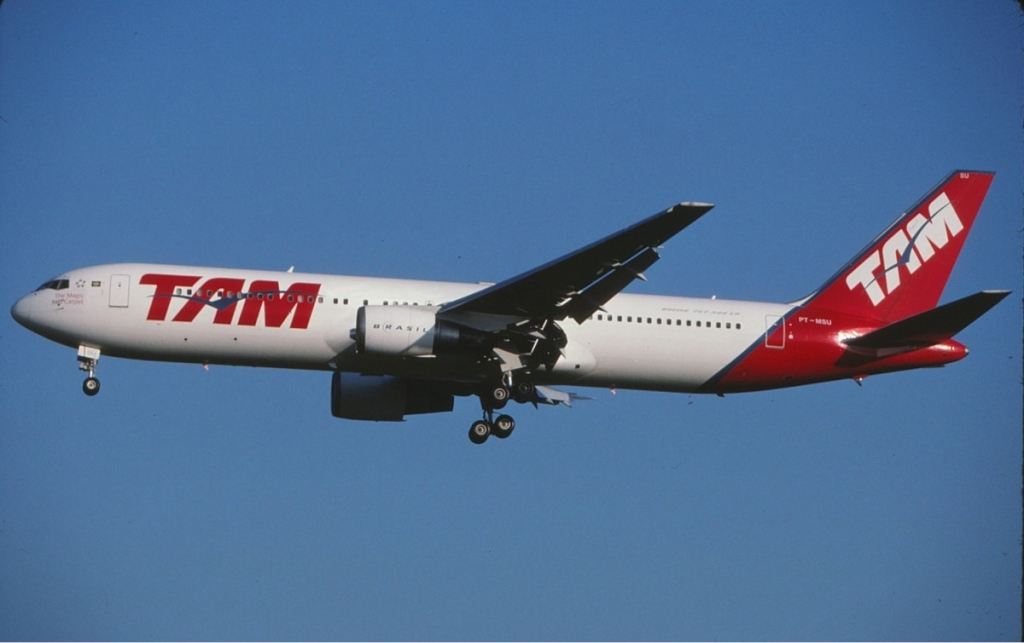
LATAM 브라질의 보잉 767-300ER

### 보잉 767-400ER
개발은 델타 항공이 운용하는 L-1011의 후속 기종으로 300석의 장거리 노선 도입하기 위해 767-300의 동체를 6.42m 연장해 조종석을 B777 스타일로 변경한 파생형으로, 동체 연장에 대응하고 이륙시 꼬리 부분의 접지를 막기 위해 꼬리 부분에 테일 스키드를 장비하는 것과 동시에 메인 기어의 높이를 46cm 높게 했다. 노즈 기어(전각)의 높이는 변하지 않기 때문에 지상에서 약간 앞쪽으로 기움 기색의 자세가 된다. 또한 주 날개 폭은 한쪽 편 7피트 8인치 연장한 후 후퇴익(레이키드 윙 팁)을 장착했다. 델타 항공, 유나이티드 항공만 도입했다.

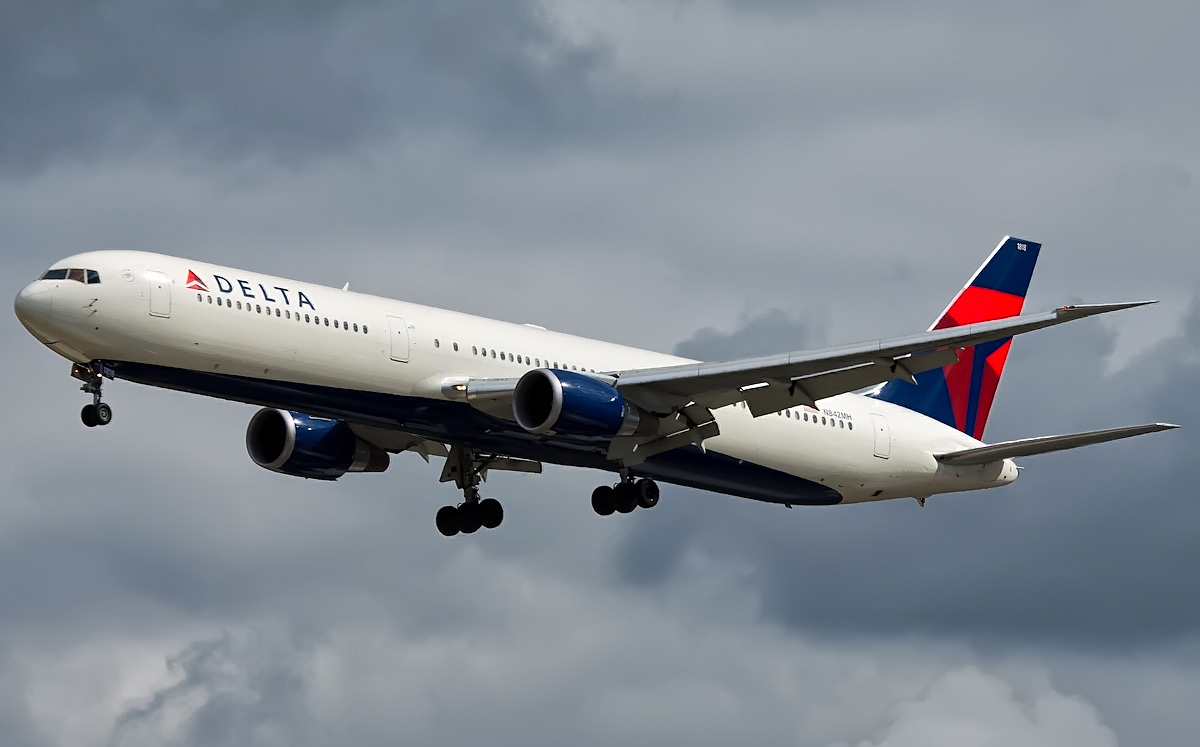
델타 항공의 보잉 767-400ER
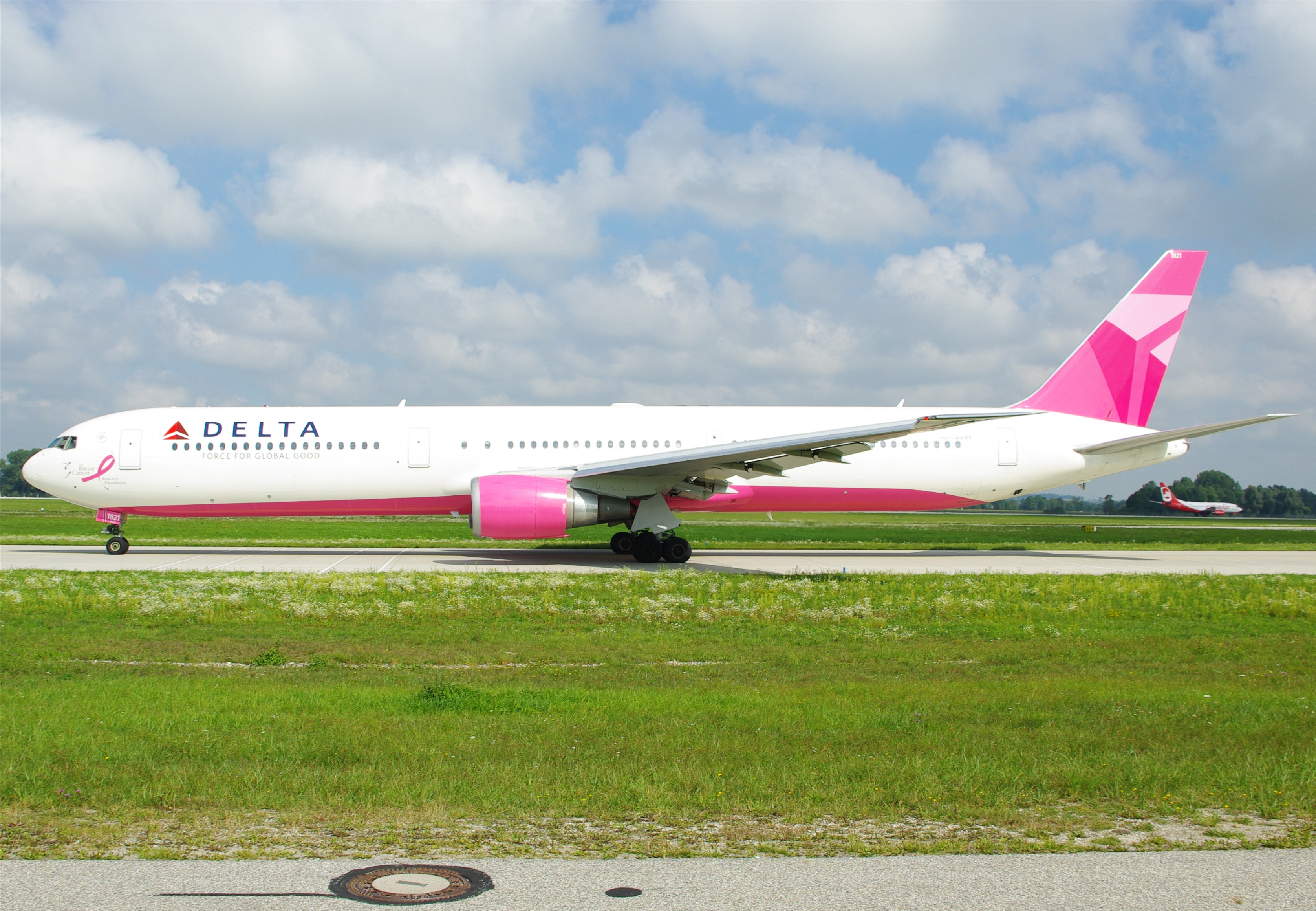
델타 항공의 보잉 767-400ER
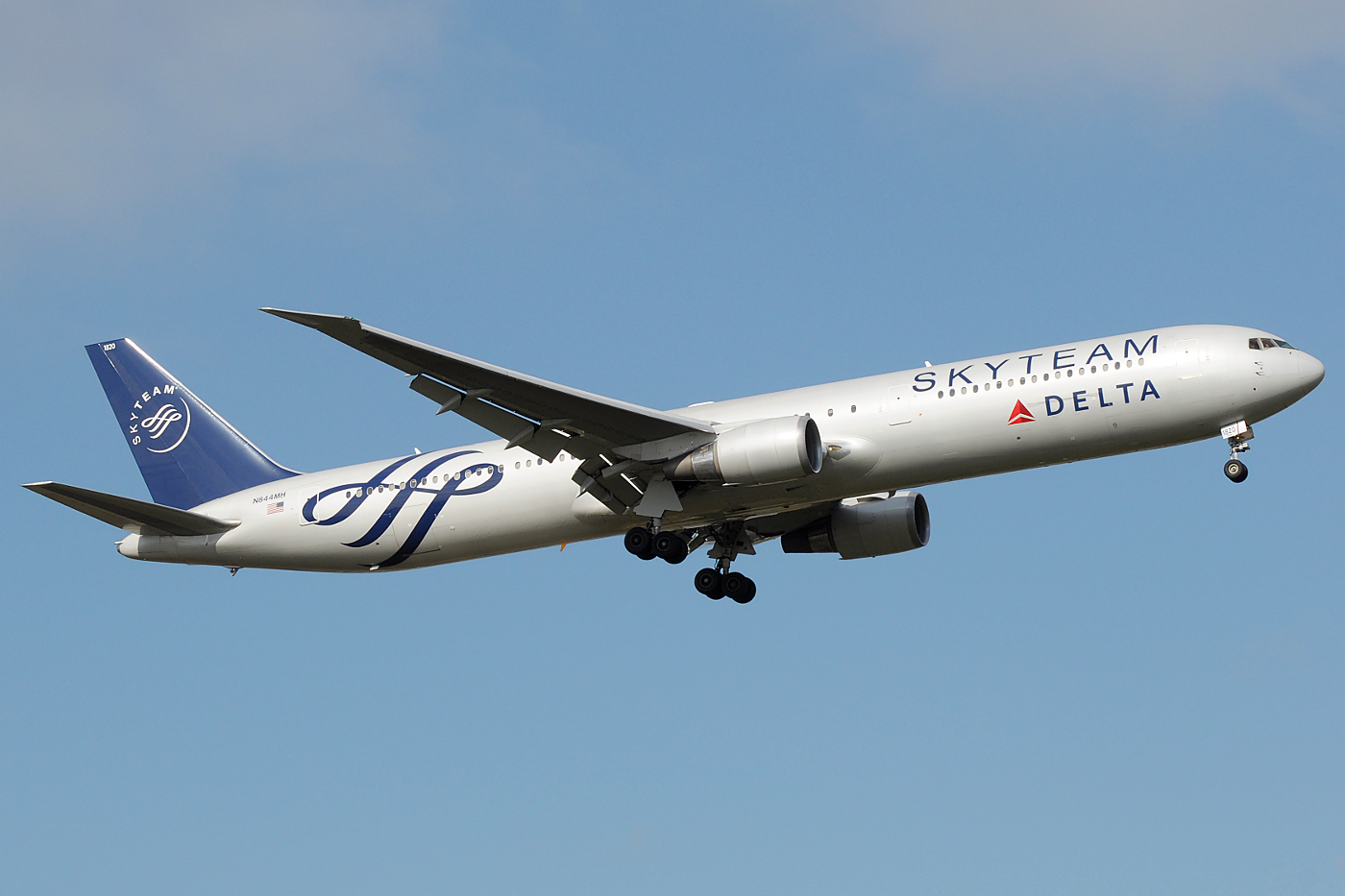
델타 항공의 보잉 767-400ER(스카이팀 도장)
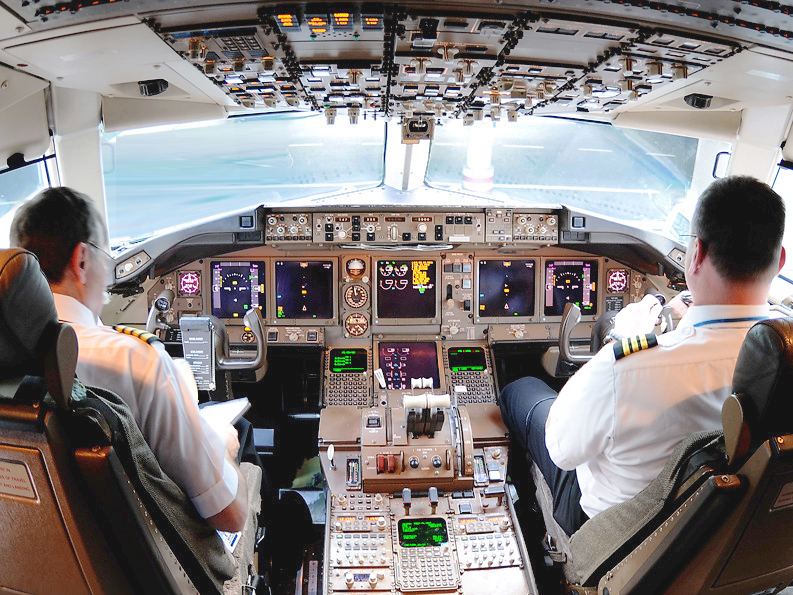
콘티넨탈 항공의 보잉 767-400ER의 조종석

### 보잉 767-300F
767-300ER의 화물기로 1993년 1월 15일에 UPS 항공이 도입을 확정했으며 창이나 도어의 일부 변경된 거 외에 조종석도 약간의 변경이 있었다.

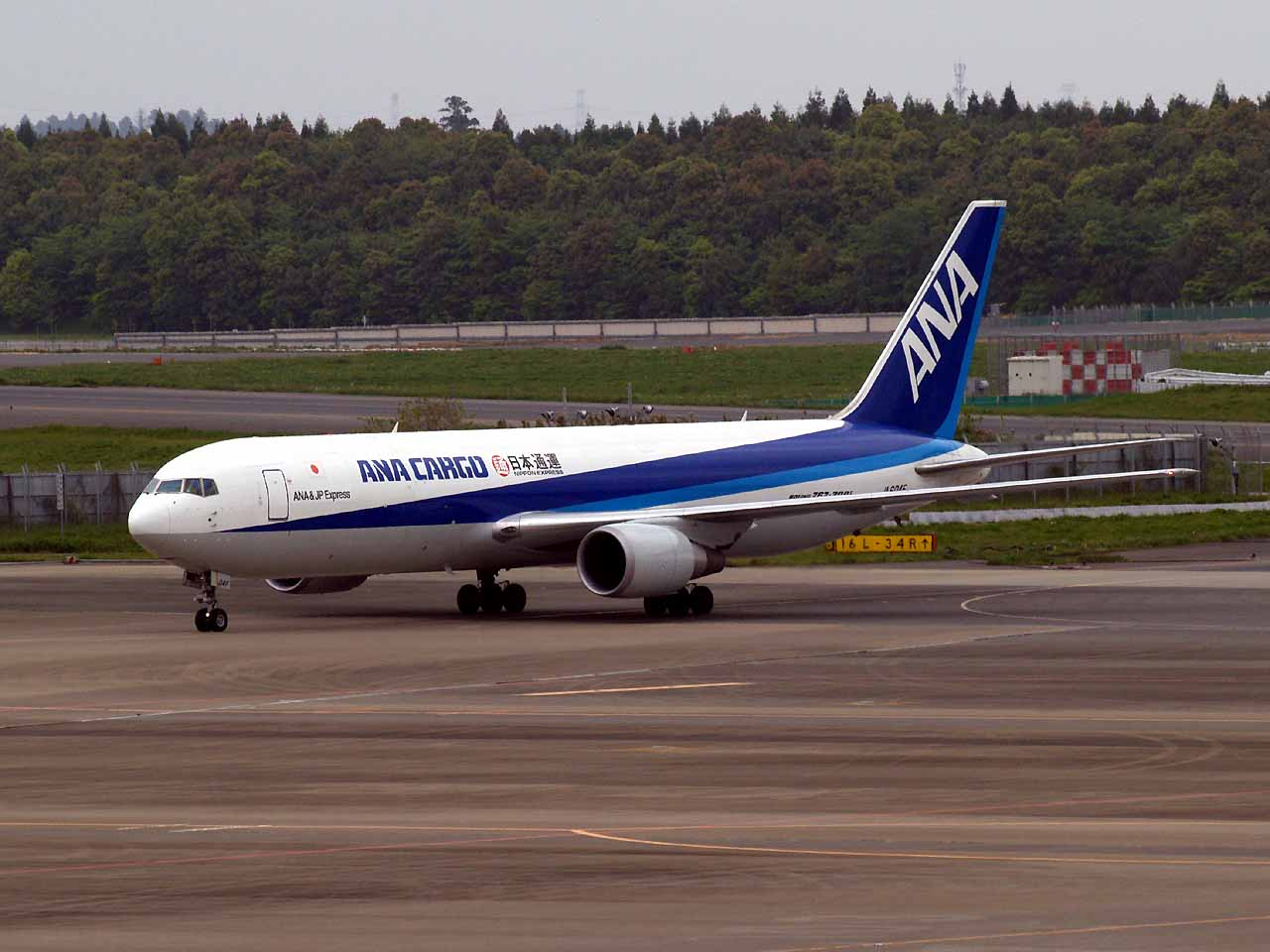
ANA&JP 익스프레스의 보잉 767-300F
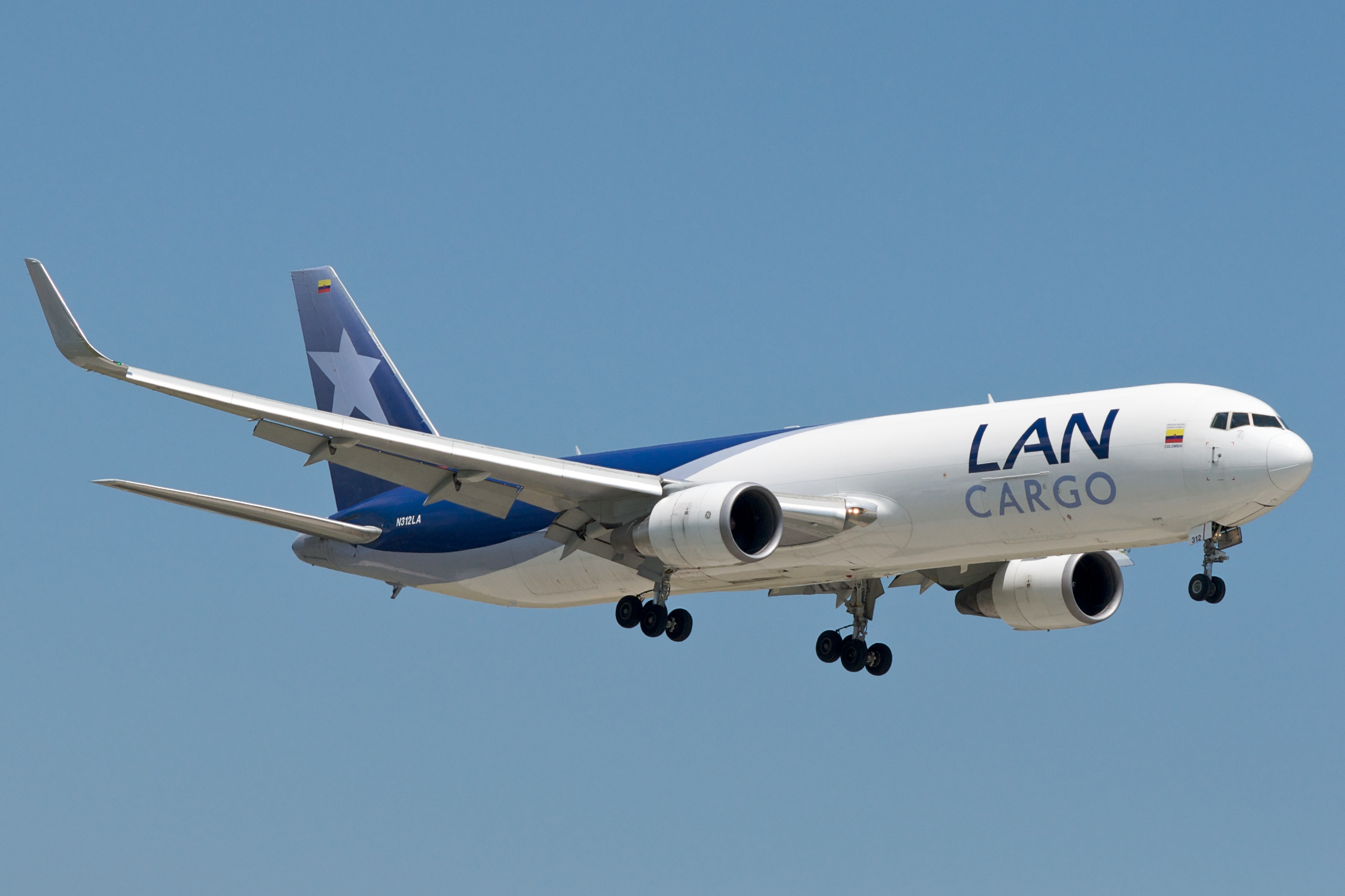
란 카고의 보잉 767-300F
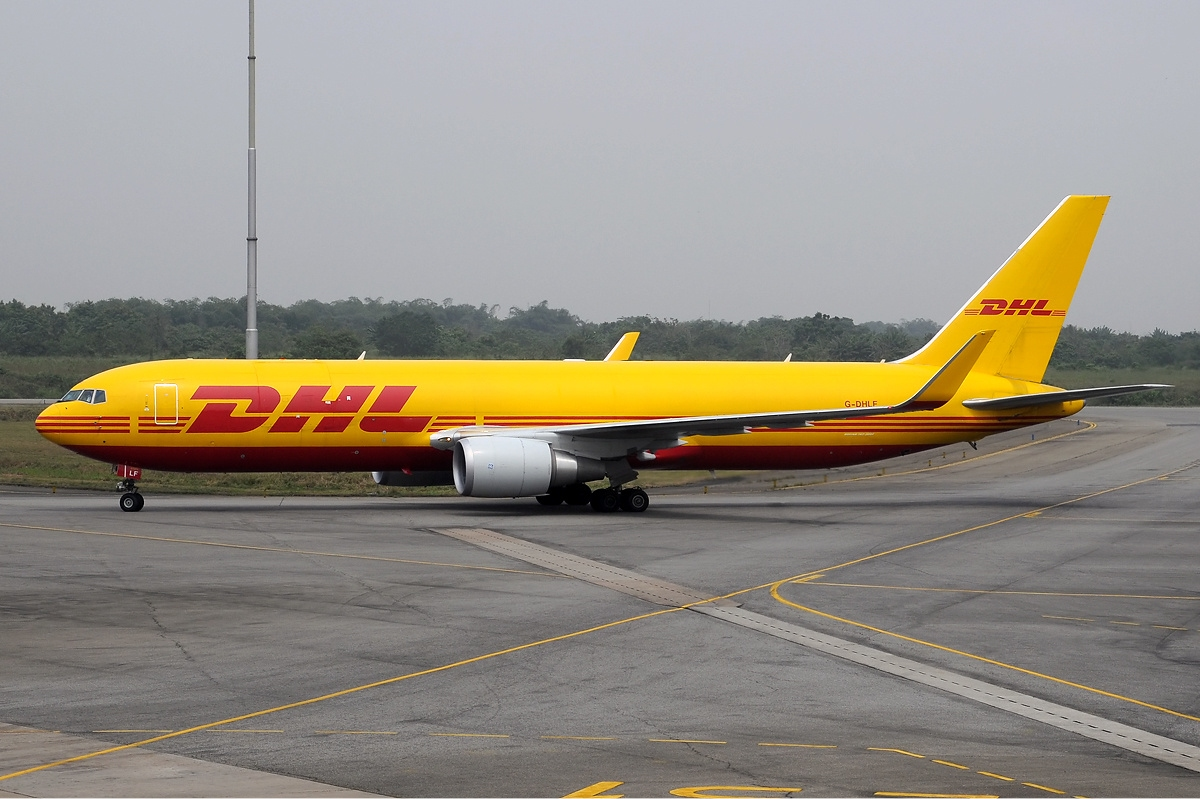
DHL의 보잉 767-300F
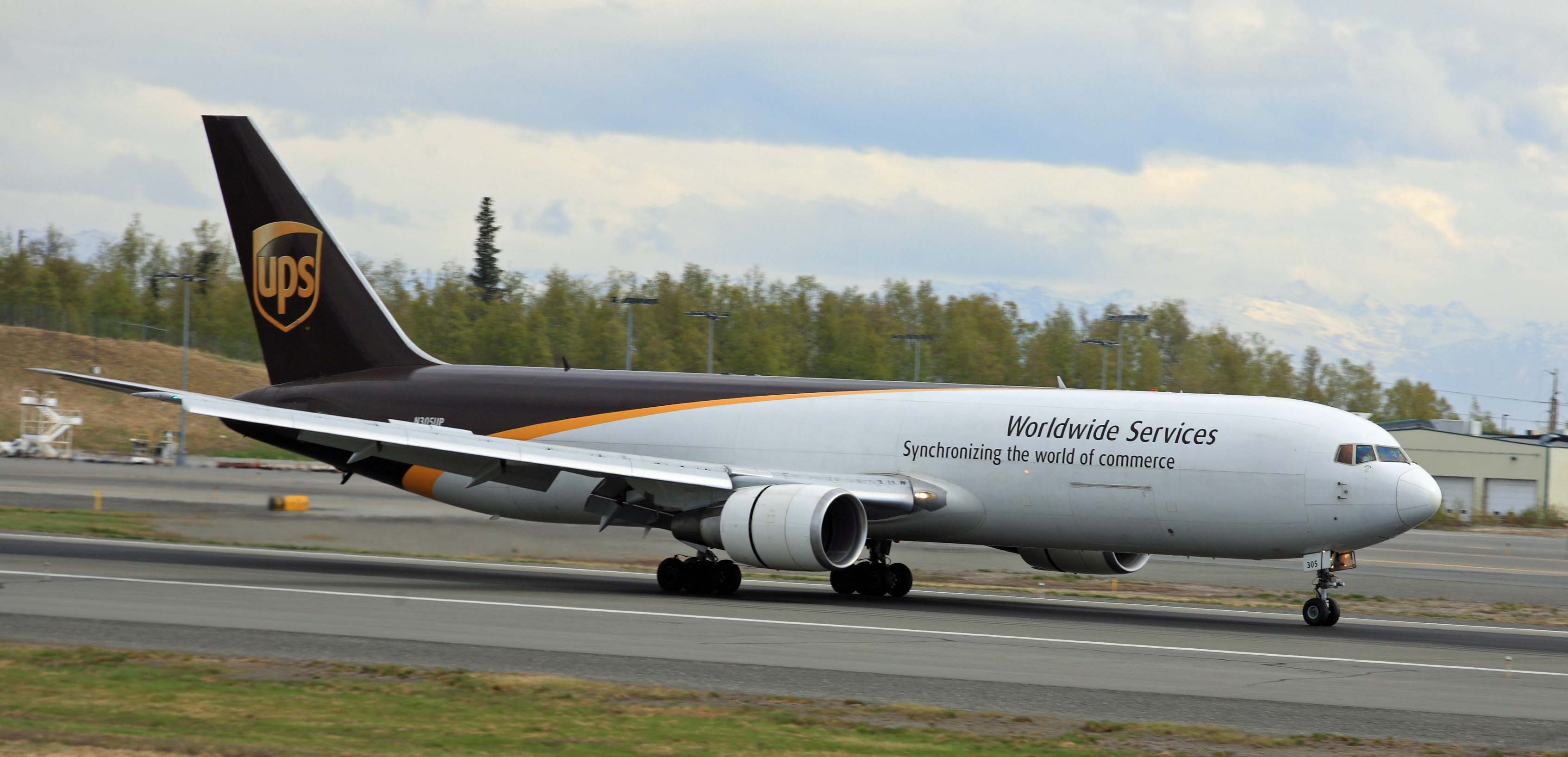
UPS 항공의 보잉 767-300F

### 보잉 767-300BCF
같은 비행기는 보잉의 여객기에서 화물기로 개조한 기종으로 (Boeing Converted Freighter) 767-300ER를 기본으로 개수된 기종으로 대부분 767-300ER 여객기가 퇴역 후 화물 전용형에 개조되었다.

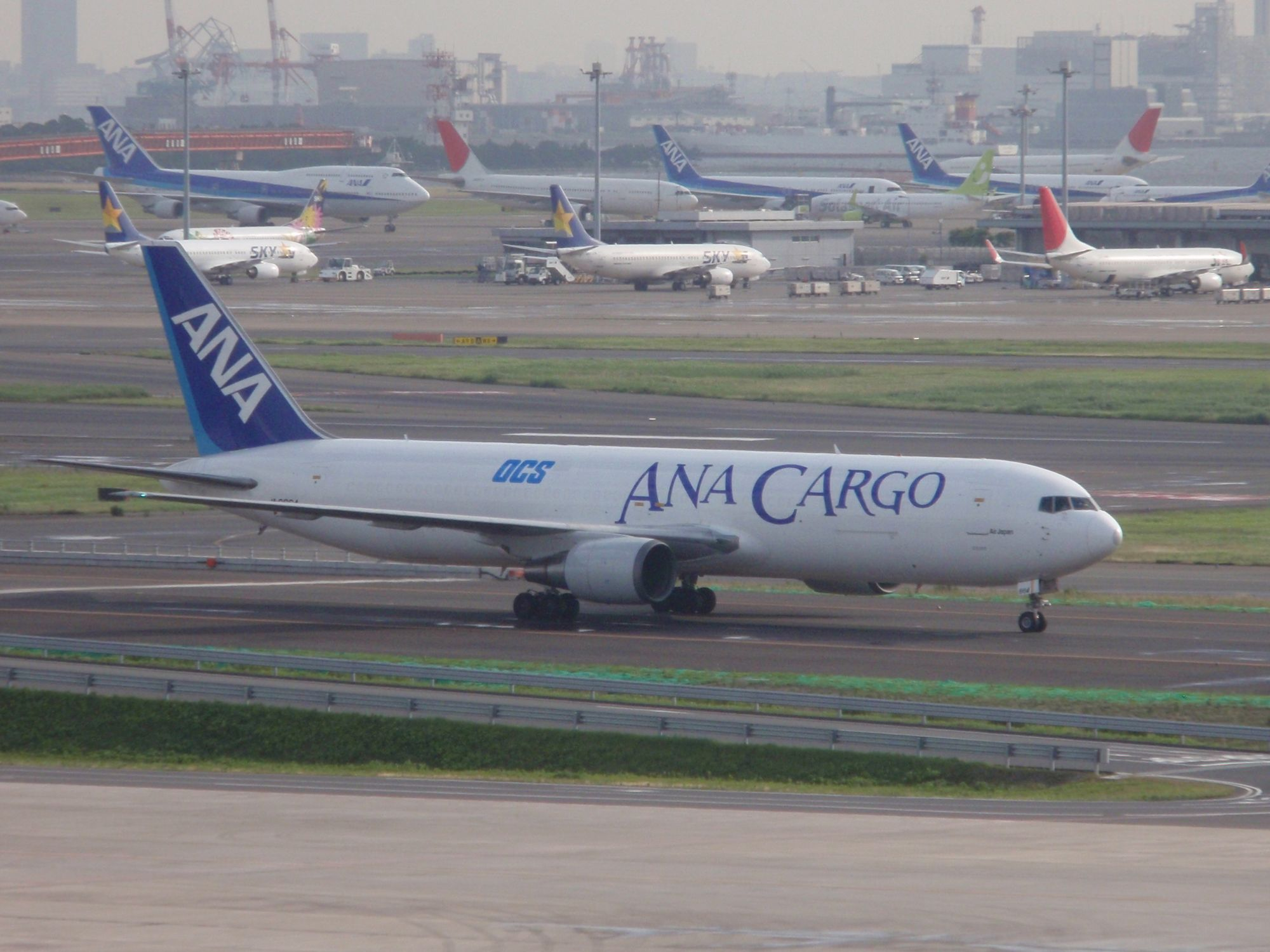
전일본공수의 보잉 767-300BCF
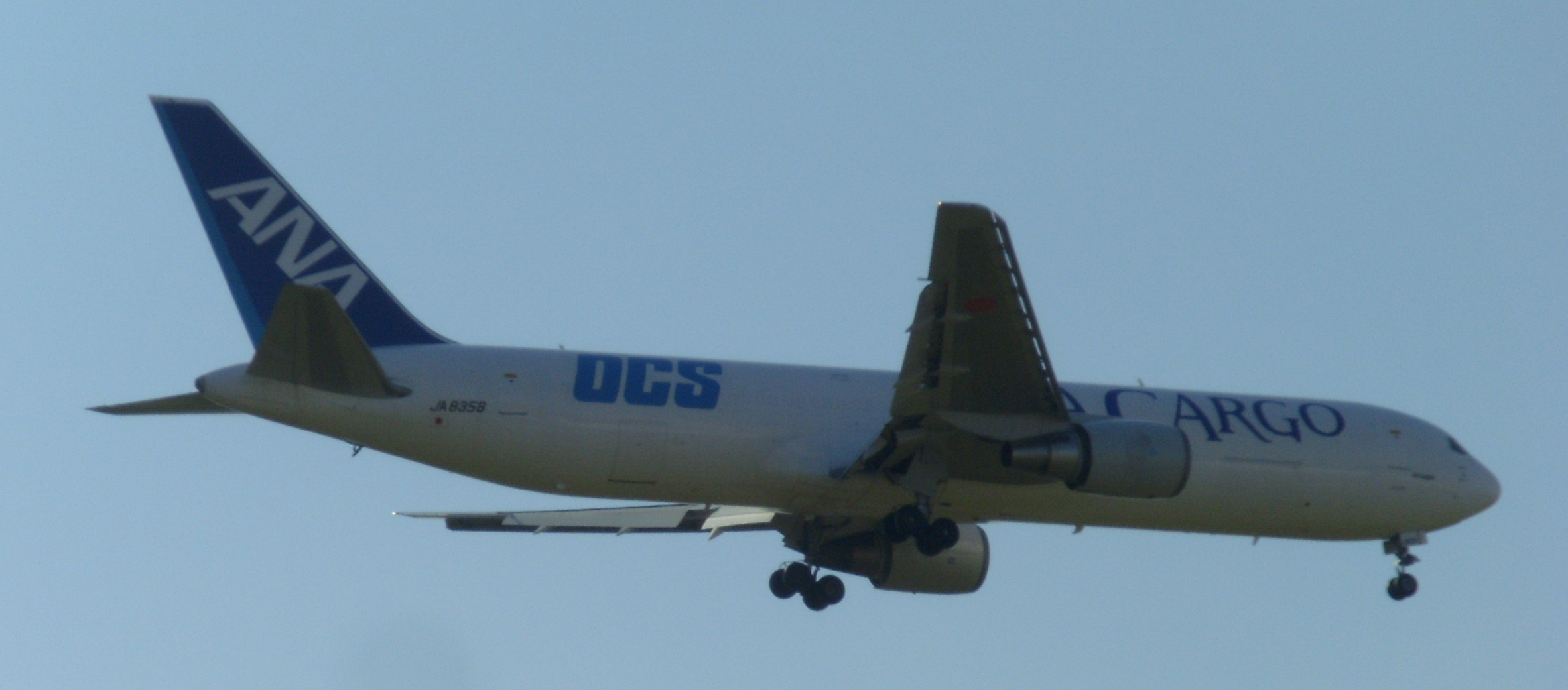
전일본공수의 보잉 767-300BCF

## 보유 항공사
| - LATAM 칠레 - MIAT 몽골 항공 - TUI 네덜란드 항공 - 다이나믹 항공 | - 델타 항공 - 로얄 플라이트 - 메디니아 플라이 | - 에어 뉴기니 - 에어 아스타나 - 에어 재팬 - 에어 짐바브웨 - 아이슬란드 항공 | - 아제르바이잔 항공 - 오스트리아 항공 - 옴니 에어 인터내셔널 - 우즈베키스탄 항공 - 우크라이나 국제항공 - 유나이티드 항공 - 유로 애틀랜틱 항공 - 유테이르 항공 - 아시아나 항공 - 일본항공 - 전일본공수 - AIRDO - 에어 프랑스 |  |

| - ABX 에어 - ASL 항공 벨기에 - DHL 에어 UK - LATAM 카고 멕시코 - LATAM 카고 칠레 - LATAM 카고 콜롬비아 - UPS 항공 - SF 항공 - 실크웨이 항공 - 에어제타 | - 아에로유니언 - 아메리 제트 인터내셔널 - 아틀라스 항공 - 카고제트 - 페덱스 익스프레스 - 폴라에어 카고 - 알로하 에어 카고 |  |

| 이전 보유 항공사 여객 항공사 KLM LAM 모잠비크 항공 LATAM 브라질 LATAM 아르헨티나 LATAM 콜롬비아 LOT 폴란드 항공 S7 항공 TACA 항공 TUI플라이 노르딕 TUI 플라이 벨기에 가나 국제항공 걸프 에어 남아프리카 항공 네팔 항공 노드윈드 항공 라우다 항공 로얄 에어 모로코 로얄 브루나이 항공 루프트한자 마르틴에어 말레브 헝가리 항공 멕시카나 항공 바리그 항공 발칸 항공 베트남 항공 블루 파노라마 항공 스리랑카 항공 스팬에어 시티버드 상하이 항공 시베리아 항공 아비앙카 항공 아시아나항공 에어 나미비아 에어 뉴질랜드 에어 링구스 에어 모리셔스 에어 아루바 에어 알제리 에어 인디아 에어 자메이카 에어 짐바브웨 에어 탄자니아 에어프랑스 에바 항공 에티하드 항공 영국항공 오만 항공 이라크 항공 이집트 항공 웨스트제트 중국국제항공 중국동방항공 중화항공 카메룬 항공 캐나디안 항공 하와이안 항공 아메리칸 항공 에어 캐나다 에어 캐나다 루즈 엘알 이스라엘 항공 컴에어 콘티넨털 항공 콘도르 콴타스 항공 캄에어 쿠웨이트 항공 투르크메니스탄 항공 트랜스아에로 항공 트랜스월드 항공 토마스쿡 항공 하이난 항공 | | | | |  |
| - KLM - LAM 모잠비크 항공 - LATAM 브라질 - LATAM 아르헨티나 - LATAM 콜롬비아 - LOT 폴란드 항공 - S7 항공 - TACA 항공 - TUI플라이 노르딕 - TUI 플라이 벨기에 - 가나 국제항공 - 걸프 에어 - 남아프리카 항공 - 네팔 항공 - 노드윈드 항공 - 라우다 항공 - 로얄 에어 모로코 - 로얄 브루나이 항공 | - 루프트한자 - 마르틴에어 - 말레브 헝가리 항공 - 멕시카나 항공 - 바리그 항공 - 발칸 항공 - 베트남 항공 - 블루 파노라마 항공 - 스리랑카 항공 - 스팬에어 - 시티버드 - 상하이 항공 - 시베리아 항공 | - 아비앙카 항공 - 아시아나항공 - 에어 나미비아 - 에어 뉴질랜드 - 에어 링구스 - 에어 모리셔스 - 에어 아루바 - 에어 알제리 - 에어 인디아 - 에어 자메이카 - 에어 짐바브웨 - 에어 탄자니아 | - 에어프랑스 - 에바 항공 - 에티하드 항공 - 영국항공 - 오만 항공 - 이라크 항공 - 이집트 항공 - 웨스트제트 - 중국국제항공 - 중국동방항공 - 중화항공 - 카메룬 항공 - 캐나디안 항공 - 하와이안 항공 - 아메리칸 항공 - 에어 캐나다 - 에어 캐나다 루즈 - 엘알 이스라엘 항공 | - 컴에어 - 콘티넨털 항공 - 콘도르 - 콴타스 항공 - 캄에어 - 쿠웨이트 항공 - 투르크메니스탄 항공 - 트랜스아에로 항공 - 트랜스월드 항공 - 토마스쿡 항공 - 하이난 항공 |  |

## 사건 및 사고
- 유나이티드 항공 175편 테러 사건
- 중국국제항공 129편 추락 사고
- 아메리칸 항공 11편 테러 사건
- 라우다 항공 004편 추락 사고
- 에어캐나다 143편 불시착 사고
- LOT 16편 동체착륙 사고

## 군용 기체로 개조된 예시

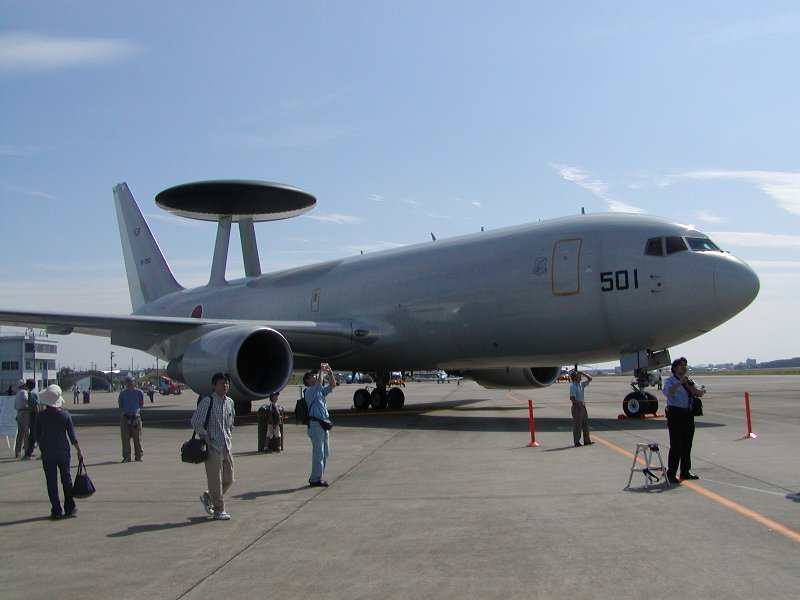
항공 자위대의 E-767

- E-767 - 일본이 보유한 조기경보기
- KC-767 - 일본이 보유한 공중급유기
- E-10A
- KC-46

## 같이 보기
- 보잉 757
- 보잉 E-767
- 보잉 KC-46 페가수스
- 보잉 KC-767
- 에어버스 A300
- 에어버스 A310